# Коле дела Фонте (Ријети)
Коле дела Фонте је насеље у Италији у округу Ријети, региону Лацио.
Према процени из 2011. у насељу је живело 58 становника. Насеље се налази на надморској висини од 520 м.